# 米氏散射
米氏解（也被称为洛伦兹-米氏解、洛伦兹-米-德拜解，或者米氏散射）是一种麦克斯韦方程组的解，由德国物理学家古斯塔夫·米于1908年提出。它用以描述平面电磁波被均相球形粒子散射后的现象。米氏解形式上是球谐函数的无穷级数。
分层球体或者无限长圆柱的散射行为的麦克斯韦方程组的解也可以用米氏解描述，此外，只要散射的几何体可以表达成径向和角向的分离变量的方程，米氏解依然适用。米氏解这个术语有时候指代的是这一类解和描述方式的统称，而非一个单独的物理理论或者法则。更广义地讲，“米氏散射”的公式是在散射粒子尺寸约等于入射波长（而非远大于或远小于）的情境下最有用的公式。
在大气中，米氏散射（有时也称作非原子散射或者气溶胶粒子散射）发生在低于4500米（15000英尺）的高度。此处有大量尺寸约等于入射光的粒子。米氏散射理论没有尺寸上限，当粒子尺寸远大于入射波长时，米氏散射的描述收敛于几何光学。

## 介绍
很多书中都有对于球体电磁波散射问题的现代米氏解的公式化描述，例如朱利叶斯·亚当斯·斯特拉顿的《电磁学理论》。在此理论中，入射平面波和散射电磁场均被展开成辐射的向量球谐函数。内部场则被展开成常规的向量球谐函数。球谐函数的系数则可以在外加边界条件后计算得出
对于散射粒子尺寸远大或者远小于散射波长的情况下，简单的近似就足以精确表述整个系统的散射现象。但是当粒子尺寸与波长仅有几个数量级的差异的情况下（例如大气中的水滴，颜料中的乳胶颗粒，类似于牛奶、生物细胞或者细胞组分这种乳液中的分散物），需要更加精确的近似以描述散射行为。
米氏解命名于它的提出者，德国物理学家古斯塔夫·米，此外丹麦物理学家路德维希·洛伦茨和其他人也独立地发展了屏幕电磁波被介电球体散射的理论。

## 释义
当微粒半径的大小接近于或者大于入射光线的波长λ的时候，大部分的入射光线会沿着前进的方向进行散射，这种现象被称为米氏散射。这种大微粒包括灰尘，水滴，来自污染物的颗粒物质，如烟雾等。即是形成所謂的廷得耳效應。

## 散射类型
特别地来讲，当微粒的半径足够小（小于0.1λ），散射光线的强度与入射光线波长的四次方成反比，因此对于较短波长的散射程度要远远大于较大波长。这种散射规律是由英国物理学家瑞利勋爵（Lord Rayleigh）于1900年发现的，因此被称作瑞利散射。
另外，散射的光线在光线前进方向和反方向上的程度是相同的，而在与入射光线垂直的方向上程度最低。大约有一千万分之一的这种散射光线会发生能量的改变，这些光子散射出来后会有不同的能量（大部分是能量降低，此現象稱為斯托克斯散射，使產生的光子频率較入射光降低，波长变大)。这种效应叫做拉曼效应（拉曼散射）。
与瑞利散射和拉曼散射不同的是，米式散射的程度跟波长是无关的,而且光子散射后的性质也不会改变。因此，基于米式散射理论的散射光线会呈现出白色或者灰色。这就是为什麼正午经过太阳照射的云彩经常会呈现白色或者灰色。

## 大气层
在地球的大气层，光线的实际散射是这几种散射形式的结合。当只有少量米氏散射的时候，天空会呈现出高饱和度的蓝色或者蓝绿色。当米氏散射大量存在于云彩中的时候，太阳旁边的天空看起来似乎是白热的效果。